# هانس گلدشمید
هانس گلدشمید (آلمانی: Hans Goldschmid; ۶ مارس ۱۹۱۹ – ۱۳ ژوئیهٔ ۱۹۸۱) دوچرخه‌سوار اهل اتریش بود.  وی در بازی‌های المپیک تابستانی ۱۹۴۸ شرکت کرده است.